# Limoeiro de Anadia
Limoeiro de Anadia este un oraș în statul Alagoas (AL) din Brazilia.